# Fuchsia procumbens
Fuchsia procumbens là một loài thực vật có hoa trong họ Anh thảo chiều. Loài này được R.Cunn. mô tả khoa học đầu tiên năm 1839.

## Hình ảnh

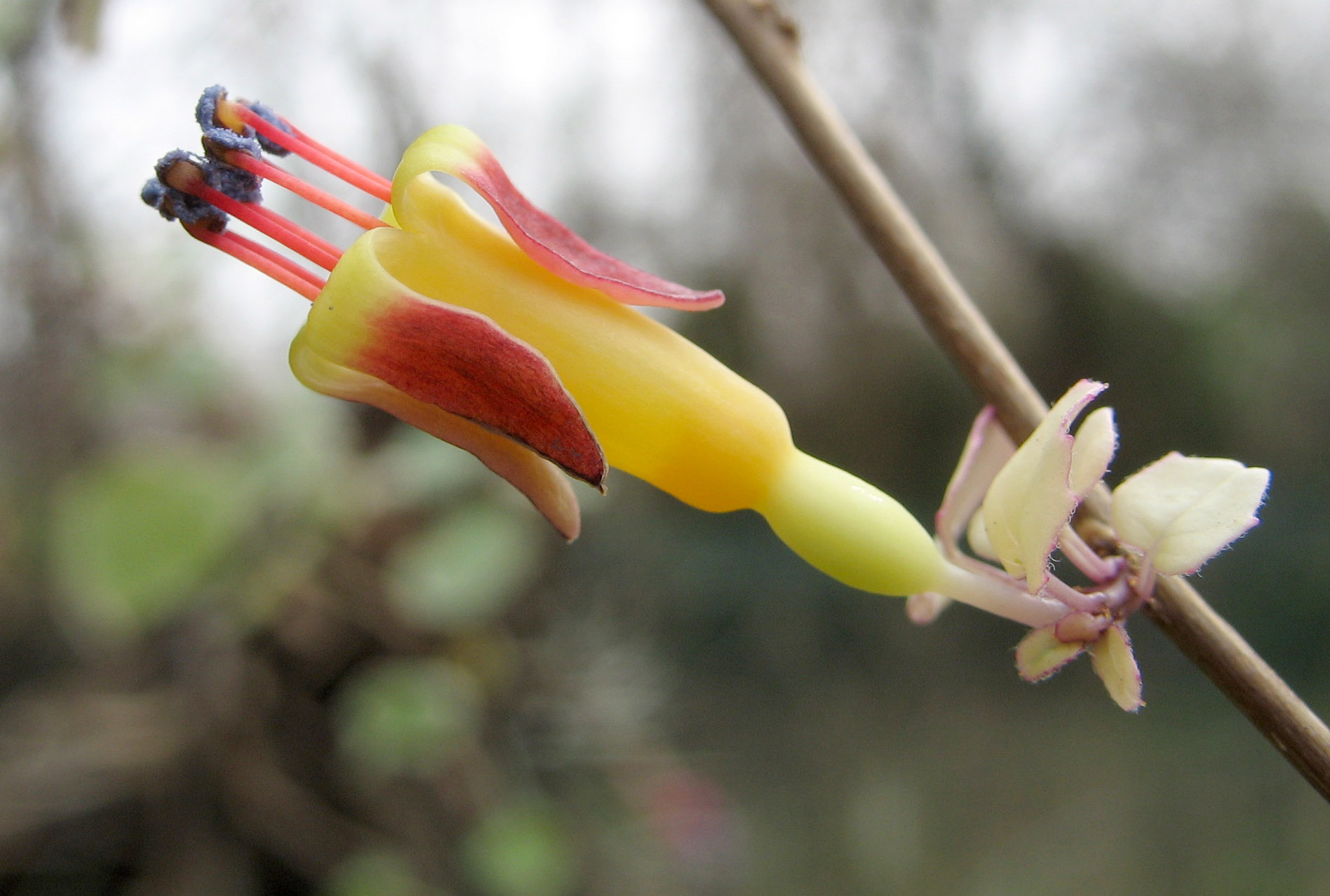
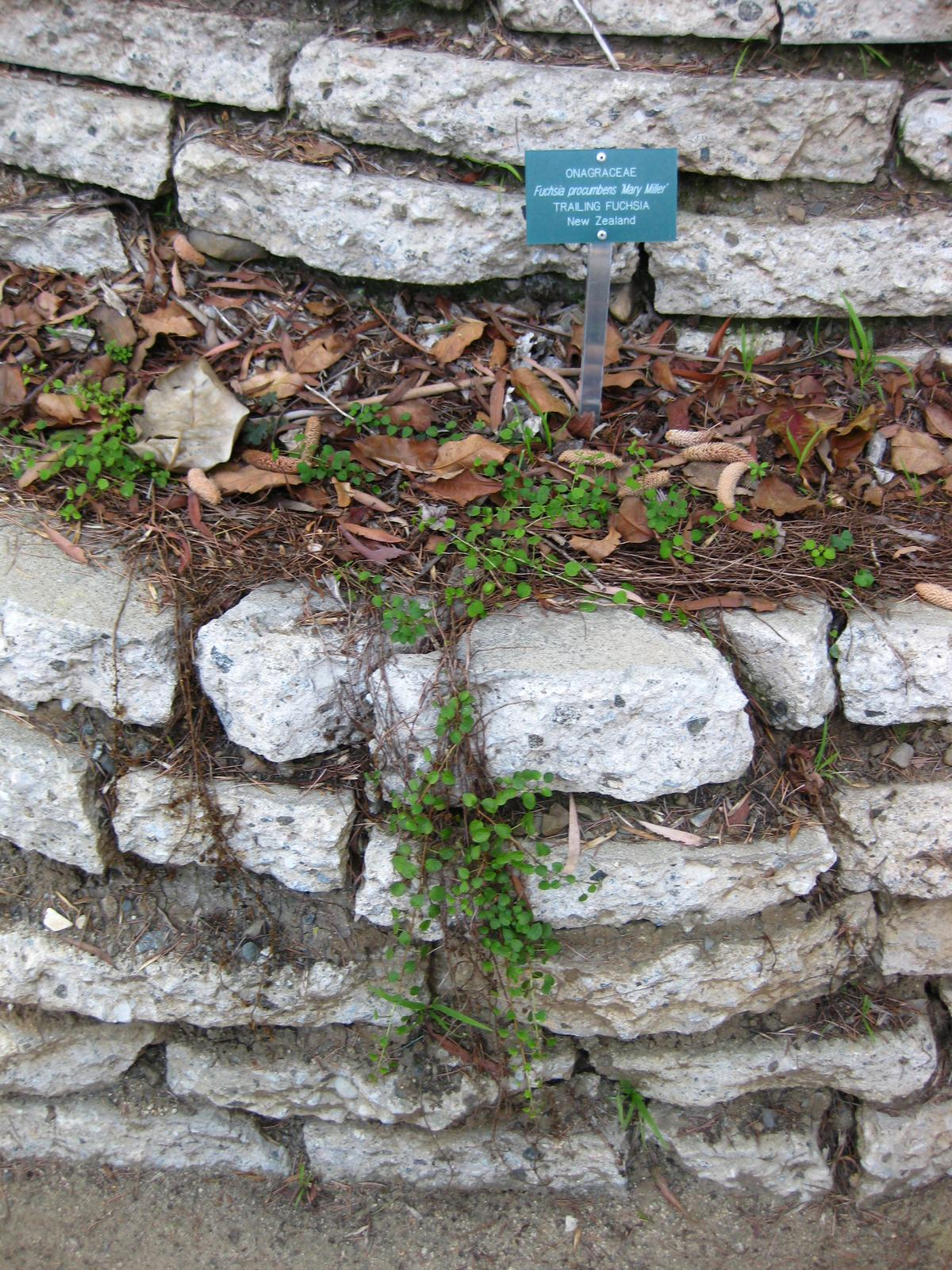